# Galina Lichačovová
Galina Vladimirovna Lichačovová (rusky Галина Владимировна Лихачёва; * 15. července 1977 Sverdlovsk, Ruská SFSR) je bývalá ruská rychlobruslařka.
Na mezinárodní scéně se poprvé objevila v roce 1997, kdy startovala na Mistrovství světa juniorů (15. místo). Do závodů Světového poháru poprvé nastoupila v roce 1998, na seniorském Mistrovství světa na jednotlivých tratích debutovala roku 2003. V dalších letech závodila na velkých světových akcích bez větších individuálních úspěchů, získala však bronzovou medaili na Zimních olympijských hrách 2006 ve stíhacím závodě družstev. S ruským týmem byla v této disciplíně čtvrtá na světových šampionátech v letech 2005, 2007 a 2009 a sedmá na zimní olympiádě 2010. Zde startovala i na trati 3000 m, kde se umístila na 20. místě. V sezóně 2010/2011 již závodila, s výjimkou jednoho startu na Světovém poháru, pouze na národních závodech, v létě 2011 se zúčastnila jednoho letního závodu v Rusku.